# Carbon Based Lifeforms
Carbon Based Lifeforms (с англ. — «Углеродные формы жизни»), сокращённо CBL или CBLF — шведский эмбиент-дуэт, образованный в 1996 году. Участники — Йоханн Хедберг и Даниэль Сегерстад. CBL — одни из ярких представителей направления психоделического эмбиента и резиденты французского лейбла Ultimae Records.

## История возникновения
Впервые Йоханн и Даниэль встретились в 1991 году, будучи учениками девятого класса. Одним из их общих интересов стала трекерная музыка — вскоре вместе с Микаэлем Линдкуистом они образуют трио Bassment Studios. Изначально первым и единственным музыкальным инструментом группы был компьютер Amiga, однако спустя время коллектив переключается на PC, а в 1995 году покидает трекерную сцену и начинает творить с помощью MIDI. Группа меняет название на Notch; Йоханн выступает под псевдонимом GioNic, Даниэль скрывается под именем TiN, а Микаэль — под именем Miguel. Излюбленными жанрами Notch становятся эйсид, техно и хаус. Своё творчество коллектив публикует через многочисленные музыкальные BBS (преимущественно Zusical Storehouse).
В 1996 году, под впечатлением от альбома эмбиент-музыканта Solar Quest «Orgship», Notch записывает несколько нетанцевальных композиций, тяготеющих к чиллауту. Однако, чувствуя, что новая концепция не укладывается в рамки танцевального трио, Йоханн и Даниэль отдаляются от Notch и, наконец, начинают работать под названием Carbon Based Lifeforms. В 1998 году дуэт начинает публиковать свою музыку на ныне ликвидированном свободном ресурсе www.mp3.com, часть из которой попадает на сборник «103 best songs you never heard on mp3.com».
В Ultimae Records дуэт приводит сотрудничество с Магнусом Биргерссоном, в то время занимавшимся мастерингом своего первого альбома «Reflective Frequencies». Демонстрационные записи CBL попадают к руководству студии звукозаписи (которой владеет Винсент Виллюи) и получают одобрение — первыми композициями дуэта, выпущенными на этом лейбле, стали «MOS 6581» и «Metrosat 4», вошедшие в сборник «Fahrenheit Project Part Three».
По словам участников дуэта, второй альбом является прямым продолжением первого, что и отражено в списке композиций на обложке (нумерация треков в «World of Sleepers» начинается с двенадцати, согласно числу треков в предыдущем альбоме). Аналогично, нумерация композиций третьего альбома, «Interloper», начинается с 24. Кроме трёх альбомов CBL, существует также демонстрационный диск Notch 1998 года под названием «The Path», музыкальное настроение которого во многом перекликается с последующими работами дуэта.
В 2015 году дуэт выпустил переиздания своих альбомов на собственном лейбле Leftfield Records, при этом был проведен ремастеринг альбомов и запись в 24 битном звуке.

## Дискография

### Notch
- 1998 — The Path

### Carbon Based Lifeforms
Альбомы
- 2003 — Hydroponic Garden (Ultimae Records, каталожный номер INRE 009)
- 2006 — World of Sleepers (Ultimae Records, каталожный номер INRE 021)
- 2010 — Interloper (Ultimae Records, каталожный номер INRE 041)
- 2011 — Twentythree (Ultimae Records, каталожный номер INRE 047)
- 2017 — Derelicts (Leftfield Records, каталожный номер LFTFLD17)
- 2021 — Stochastic
- 2023 — Seeker

Сборники
- 2020 — ALT-02

EP
- 2008 — Irdial (Soundmute-recordings, каталожный номер SMR009)
- 2011 — VLA (Ultimae Records, каталожный номер INRE 048)
- 2021 — 20 Minutes

Саундтреки
- 2013 — Refuge - Original Motion Picture Soundtrack (Leftfield Records, каталожный номер LFTFLD04)